# Mimosa ikondensis
Mimosa ikondensis är en ärtväxtart som beskrevs av Villiers. Mimosa ikondensis ingår i släktet mimosor, och familjen ärtväxter. Inga underarter finns listade i Catalogue of Life.